# ويفرتون بيريرا دا سيلفا
ويفرتون بيريرا دا سيلفا (بالبرتغالية: Weverton Pereira da Silva‏) (13 ديسمبر 1987 ريو برانكو البرازيل - ) هو لاعب كرة قدم برازيلي، يلعب كحارس مرمى.

## مسيرته

### مسيرته مع الأندية
- 2009 - 2009 لعب مع أمريكا دي ناتال [الإنجليزية]‏ 16 مباراة.
- 2009 - 2009 لعب مع Oeste Futebol Clube [الإنجليزية]‏ 15 مباراة.
- 2010 - 2010 لعب مع نادي بوتافوغو اس بي 22 مباراة.
- 2010 - 2012 لعب مع جمعية بورتوغيزا الرياضية 67 مباراة.

## وصلات خارجية
ويفرتون بيريرا دا سيلفا على موقع إي إس بي إن إف سي (الإنجليزية)
- ويفرتون بيريرا دا سيلفا على موقع قاعدة بيانات كرة القدم.إي يو (الإنجليزية)
- ويفرتون بيريرا دا سيلفا على موقع ليكيب (الفرنسية)
- ويفرتون بيريرا دا سيلفا على موقع ناشيونال فوتبول تيمز (الإنجليزية)
- ويفرتون بيريرا دا سيلفا على موقع Soccerway.com (الإنجليزية)
- ويفرتون بيريرا دا سيلفا على موقع عالم كرة القدم.نت (الإنجليزية)
- ويفرتون بيريرا دا سيلفا على موقع اللجنة الأولمبية الدولية (الإنجليزية)
- ويفرتون بيريرا دا سيلفا على موقع أوليمبيديا (الإنجليزية)
- ويفرتون بيريرا دا سيلفا على موقع اللجنة الأولمبية البرازيلية (البرتغالية)
- ويفرتون بيريرا دا سيلفا على موقع AS.com (الإسبانية)